# ГЕС Laforsen
ГЕС Laforsen – гідроелектростанція у центральній частині Швеції, яка входить до складу каскаду на річці Юснан, що впадає в Ботнічну затоку Балтійського моря біля міста Юсне. У каскаді знаходиться між ГЕС Öjeforsen (вище по течії) та ГЕС Norränge (можливо відзначити, що на ділянці від Laforsen до Norränge працює ще ГЕС Edeforsen, проте її потужність лише 0,6 МВт).
В межах проекту річку перекрили греблею висотою 18 метрів, яка утримує водосховище з проектним коливанням рівня поверхні в діапазоні лише 0,7 метра, чому відповідає корисний об’єм 3,4 млн м3.
Інтегрований у греблю машинний зал в 1953-му обладнали двома турбінами типу Френсіс, до яких за  три роки додали ще одну турбіну типу Каплан. Це обладнання має загальну потужність 57 МВт та при напорі у 35 метрів забезпечує виробництво 332 млн кВт-год електроенергії на рік. 
Відпрацьована вода повертається в Юснан через відвідний тунель довжиною 0,9 км.
У 2000-х роках в межах програми з підвищення безпеки гідротехнічних споруд провели модернізацію одного з  чотирьох водопропускних шлюзів, знизивши його поріг на 5 метрів, що дозволило збільшити максимальну пропускну здатність греблі у період паводку з 2250 до 3000 м3/сек.